# Nya tyska filmen
Nya tyska filmen (tyska: Neuer Deutscher Film), även Junger Deutscher Film (JDF), den "nya tyska filmvågen", var en filmstil i Västtyskland under 1960- och 1970-talet. Den förknippas med regissörer som Alexander Kluge, Wim Wenders, Edgar Reitz, Volker Schlöndorff, Margarethe von Trotta, Werner Herzog, Rainer Werner Fassbinder, Hans-Jürgen Syberberg och Helma Sanders-Brahms. De föddes alla före eller under andra världskriget.
Det internationella genomslaget skedde först under 1970-talet och då proklamerades också själva begreppet den nya tyska filmen, (i Västtyskland kallad "den unga tyska filmen"), av journalister och filmforskare. Begreppet syftar i huvudsak på en given tidsperiod då dessa unga filmskapare verkade, men också på att filmerna var präglade av ett melankoliskt och självreflekterande berättande. Precis som i den franska nya vågen hade auteuren, (tyska: der Autor), en upphöjd roll. Den nya tyska filmen skulle i första hand inte underhålla utan stämma publiken till eftertanke. Idén kring en ny tysk film offentliggjordes med Oberhausen-manifestet 1962.
I svallvågorna av Oberhausen-manifestet skedde en omorganisation av den västtyska filmens finansieringsmodell. Under 60- och 70-talet utvecklades subventioneringen av filmproduktionen på nationell och regional nivå. Viktiga filminstitutioner som Kuratorium Junger Deutscher Film, Federal Ministry of Interior's Film Prizes och Filmförderunganstalt bildades.
En av förgrundsgestalterna för den nya tyska filmen var regissören Alexander Kluge, som med sina filmer Anita G – flicka utan förflutet, 1966, respektive Artisterna i cirkuskupolen: Rådlösa, 1968, prisades på Venedigfestivalen.